# Gasela comuna
La gasela comuna (Gazella dorcas) és una gasela petita i comuna. La gasela comuna fa aproximadament 53–65 cm d'alçada. Té una longitud de cap i co de 80–110 cm i pesa entre 12 i 25 kg. Les nombroses subespècies de gasela comuna sobreviuen a base de vegetació a praderies, estepes, uadis i nombrosos climes desèrtics i semidesèrtics d'Àfrica, Aràbia, l'Iran i el nord de l'Índia.
El seu nom específic, dorcas, significa ‘antílop’ en llatí.